# Fran Vázquez
Pour les articles homonymes, voir Vázquez et Francisco Vázquez.
Francisco Vázquez González, plus connu sous le nom de Fran Vázquez, est un joueur espagnol de basket-ball né le 1er mai 1983 à Chantada (Galice, Espagne). Il joue au poste de pivot. Il mesure 2 mètres 09.

## Carrière
Tout jeune, Fran Vázquez commence par jouer au football au poste de gardien avant de se consacrer au basket. Il passe par divers centres de formation en Galice et au Pays basque. Il est recruté par Unicaja Malaga en 2000 où il joue avec la deuxième équipe en ligue amateur (Liga EBA). En 2002 Unicaja cède Fran Vázquez au CBD Bilbao qui joue en deuxième division. En 2003 il est cédé au CB Gran Canaria qui évolue en Liga ACB (première division). C'est dans le club des Canaries qu'il se révèle incitant Unicaja Málaga à le récupérer la saison suivante.
Après une excellente saison 2004-2005, Fran Vázquez est drafté par la NBA à la 11e place, ce qui constitue la troisième meilleure place pour un joueur espagnol après Pau Gasol et Ricky Rubio. Toutefois Fran Vázquez rejette l'offre du Magic d'Orlando et préfère rejoindre l'Akasvayu Girona. Il devient le joueur le mieux payé de la Liga ACB. Après une saison décevante, il est recruté par le FC Barcelone en 2006. Lors de sa première saison avec le Barça, il bat le record de blocs dans un match, 12.
Lors de la saison 2008-2009, Fran Vázquez est choisi dans le quintet idéal du championnat espagnol. Il est élu MVP de la finale 2010 de la Coupe d'Espagne.
Le 9 mai 2010 à Bercy, il remporte l'Euroligue avec le FC Barcelone.
En juillet 2012, Vázquez est échangé contre l'espoir Álex Abrines et retourne à Málaga.
Lors de la saison 2014-2015, Vázquez est nommé meilleur joueur de la Liga lors de la 3e journée, ex æquo avec l'Autrichien Thomas Schreiner.

## Équipe nationale
Fran Vázquez a disputé le Championnat d'Europe 2005 avec l'Espagne terminant à la quatrième place. Il a été sélectionné pour jouer le Championnat du monde 2010 en Turquie.

## Palmarès
- Euroligue : 2010.
- Championnat d'Espagne : 2009.
- Coupe d'Espagne (3) : 2005, 2007 et 2010
- Supercoupe d'Espagne (2) : 2009 et 2010.
- Vainqueur de la Ligue des champions 2016-2017.

### Distinctions personnelles
- MVP de la finale de la Coupe d'Espagne 2010.